# تنغ الك (تشين)
تنغ الك (بالفارسية: تنک الک) هي قرية تقع في إيران في قسم تشین الريفي. يقدر عدد سكانها بـ 87 نسمة بحسب إحصاء 2016.